# Greatest Hits (álbum de Mariah Carey)
Greatest Hits es el segundo álbum de grandes éxitos de la cantante y compositora estadounidense Mariah Carey, lanzado en Estados Unidos el 4 de diciembre del 2001 por Columbia Records. El álbum de grandes éxitos consta de un álbum doble: en el primer CD vienen incluido sus éxitos desde 1990 a 1995 y en el segundo los de 1996 hasta 2000. En el 2011, el disco fue relanzado fuera de los Estados Unidos con las mismas canciones y bajo el título The Essential Mariah Carey.

## Contenido
Carey publicó en noviembre de 1998 su primer álbum recopilatorio, #1's. Sin embargo, el lanzamiento de Greatest Hits era un acuerdo contractual más allá de su control, ya que Carey había salido de Columbia Records y había firmado con Virgin Records. El álbum tuvo el mínimo aporte creativo por Carey y no hay notas dentro del CD cómo en #1's. Todos las canciones incluidas en su primer recopilatorio también fueron incluidas en Greatest Hits, a excepción de "Whenever You Call" con Brian McKnight y el bonus track internacional "Theme from Mahogany (Do You Know Where You're Going To)" que no fueron incluidas. Las pistas que no fueron incluidas en #1's fueron:
- Los éxitos top 5 en Estados Unidos: "Can't Let Go" (1991), "Make It Happen" (1992) y "Without You" (1994) y el éxito top 20 "Anytime You Need a Friend" (1994).
- Las pistas que fueron lanzadas sólo en la radio "Forever" (1996), "Underneath the Stars" (1996) y "Butterfly" (1997).
- Los éxitos de Rainbow, incluyendo los sencillos número uno "Heartbreaker" (1999) y "Thank God I Found You" (2000), al igual que otro sencillo, "Can't Take That Away (Mariah's Theme)" que no fueron incluidos porque se lanzaron después del lanzamiento de #1's.
- El éxito top 5 "Endless Love" cantado a dúo con Luther Vandross que no había sido incluido en ningún álbum de Carey.
- El "So So Remix" de "All I Want for Christmas Is You" (2000) con Lil 'Bow Wow y Jermaine Dupri, que únicamente se incluyó como parte del relanzamiento del sencillo en Japón en 2000.

En la mayoría de las versiones fuera de Estados Unidos se puede encontrar la pista "Against All Odds (Take a Look at Me Now)" (2000) a dueto con Westlife. En la edición de Japón se pueden encontrar varias canciones adicionales como "Against All Odds" (2000), "Open Arms" (1996), la pista "Music Box" del álbum del mismo nombre (1993), y la versión original de "All I Want for Christmas Is You" (1994); también fue incluida la pista "Never Too Far/Hero Medley" (2001). 

## Recepción comercial
En los Estados Unidos, Greatest Hits debutó en el número 52 en el Billboard 200 con 54.483 copias vendidas en su primera semana, siendo hasta el momento el álbum con el posicionamiento más bajo en el Billboard 200. Internacionalmente, el álbum logra el top 10 en el Reino Unido, Japón, Francia, Dinamarca y Portugal, al igual que el top 20 en Nueva Zelanda, Suiza y Escocia.
Hasta noviembre de 2018, el álbum vendió 1,230,000 copias en los Estados Unidos y eventualmente fue certificado con un doble disco de platino por la RIAA. También se estimó que el álbum ha vendido 5,000,000 copias mundialmente.

## Lista de canciones

### CD 1
1. "Vision of Love" – 3:31
2. "Love Takes Time" – 3:51
3. "Someday" – 4:08
4. "I Don't Wanna Cry" – 4:51
5. "Emotions" – 4:10
6. "Can't Let Go" – 4:29
7. "Make It Happen" – 5:09
8. "I'll Be There" con Trey Lorenz – 4:26
9. "Dreamlover" – 3:55
10. "Hero" – 4:20
11. "Without You" – 3:37
12. "Anytime You Need a Friend" – 4:27
13. "Endless Love" con Luther Vandross – 4:21
14. "Fantasy" – 4:04
Japan Only-bonus tracks:
15. "Open Arms" - 3:30
16. "Music Box" - 4:57
17. "All I Want for Christmas Is You" - 4:02

### CD 2
1. "One Sweet Day" con Boyz II Men – 4:43
2. "Always Be My Baby" – 4:20
3. "Forever" – 4:01
4. "Underneath the Stars" – 3:35
5. "Honey" – 5:02
6. "Butterfly" – 4:36
7. "My All" – 3:53
8. "Sweetheart" con Jermaine Dupri – 4:24
9. "When You Believe" con Whitney Houston – 4:36
10. "I Still Believe" – 3:57
11. "Heartbreaker" con Jay-Z – 4:48
12. "Thank God I Found You" con Joe y 98 Degrees – 4:20
13. "Can't Take That Away (Mariah's Theme)" – 4:34
Bonus Tracks:
14. "Against All Odds (Take a Look at Me Now)" con Westlife - 3:21
15. "All I Want for Christmas Is You" (So So Def remix) featuring Lil' Bow Wow and Jermaine Dupri – 3:43
16. "Never Too Far/Hero Medley - 4:21